# 蒙古裔美國人
蒙古裔美国人（Mongolian American 或 Mongol American）是亚裔美国人的一部分，主要指来自蒙古地区的后裔，包括除今蒙古国之外的卡尔梅克共和国、布里亞特共和國和中华人民共和国的内蒙古自治区等地。最初一批蒙古移民因为遭受宗教迫害于1949年得到了美国政府的庇护。1990年代以来，随着共产党在蒙古国统治的结束，更多的蒙古人选择移民美国。目前，他们主要在加利福尼亚、科罗拉多、维吉尼亚、伊利诺伊等州拥有上千人的小型聚居社区。

## 卡尔梅克裔美国人
第二次世界大战期间，一部分卡尔梅克人参加了德军，二战结束后被俘，因为担心遭到苏联的迫害。他们逐渐移民美国，在洛杉矶、旧金山、华盛顿特区、纽约和芝加哥等地及其附近安家落户。
他们后来大部分人和黑人妇女结了婚。他们的后裔知识分子较少，但也有不少是汉学家和卫拉特学家。现在约有3200多人，信仰藏传佛教，1954 -1956年，费城的卡尔梅克文化保护社团首先为学龄儿童建立了卡尔梅克语学校。1974-1976年，在新泽西的赫布伦斯维克和赫威尔镇以及费城，也分别建立了这样的学校。并且相继落成了卡尔梅克佛寺四座。 1977年1月22日，又落成了卡尔梅克—西藏佛教建筑综合体的新的佛寺。1984年12月，费城的卡尔梅克人也建成了自己的佛寺。农历的三个主要宗教节日（新年、春节、灵光节）之际，卡尔梅克人会在佛教堂举行庆祝活动，旧金山市有卫拉特蒙古人的喇嘛昭和敖包。